# Велика Хорватська
46°06′ пн. ш. 15°43′ сх. д. / 46.10° пн. ш. 15.72° сх. д.
Велика Хорватська (хорв. Velika Horvatska) — населений пункт у Хорватії, у Крапинсько-Загорській жупанії у складі громади Десинич.

## Населення
Населення за даними перепису 2011 року становило 271 осіб.
Динаміка чисельності населення поселення:

## Клімат
Середня річна температура становить 9,80 °C, середня максимальна – 23,51 °C, а середня мінімальна – -6,16 °C. Середня річна кількість опадів – 1059 мм.
| Клімат поселення                              | Клімат поселення | Клімат поселення | Клімат поселення | Клімат поселення | Клімат поселення | Клімат поселення | Клімат поселення | Клімат поселення | Клімат поселення | Клімат поселення | Клімат поселення | Клімат поселення | Клімат поселення |
| Показник                                      | Січ.             | Лют.             | Бер.             | Квіт.            | Трав.            | Черв.            | Лип.             | Серп.            | Вер.             | Жовт.            | Лист.            | Груд.            |                  |
| Середній максимум, °C                         | 5,43             | 7,32             | 11,40            | 15,77            | 20,55            | 23,51            | 23,25            | 22,80            | 18,85            | 13,78            | 8,16             | 4,24             |                  |
| Середня температура, °C                       | −0,35            | 1,52             | 5,61             | 9,98             | 14,74            | 17,72            | 19,46            | 19,00            | 15,07            | 10,01            | 4,39             | 0,45             |                  |
| Середній мінімум, °C                          | −6,16            | −4,28            | −0,2             | 4,18             | 8,96             | 11,91            | 15,69            | 15,22            | 11,29            | 6,23             | 0,60             | −3,34            |                  |
| Норма опадів, мм                              | 51               | 54               | 72               | 75               | 92               | 126              | 102              | 102              | 107              | 102              | 101              | 75               |                  |
| Середньомісячна швидкість вітру, м/с          | 1.63             | 1.83             | 2.21             | 2.14             | 2.04             | 1.84             | 1.80             | 1.63             | 1.58             | 1.63             | 1.73             | 1.72             |                  |
| Середньомісячна сонячна радіація, кДж/м²·день | 4091             | 6818             | 10412            | 14802            | 18696            | 20488            | 21261            | 18675            | 13727            | 8563             | 4508             | 3222             |                  |
| --------------------------------------------- | ---------------- | ---------------- | ---------------- | ---------------- | ---------------- | ---------------- | ---------------- | ---------------- | ---------------- | ---------------- | ---------------- | ---------------- | ---------------- |
| Джерело:                                      |                  |                  |                  |                  |                  |                  |                  |                  |                  |                  |                  |                  |                  |